# Granulit

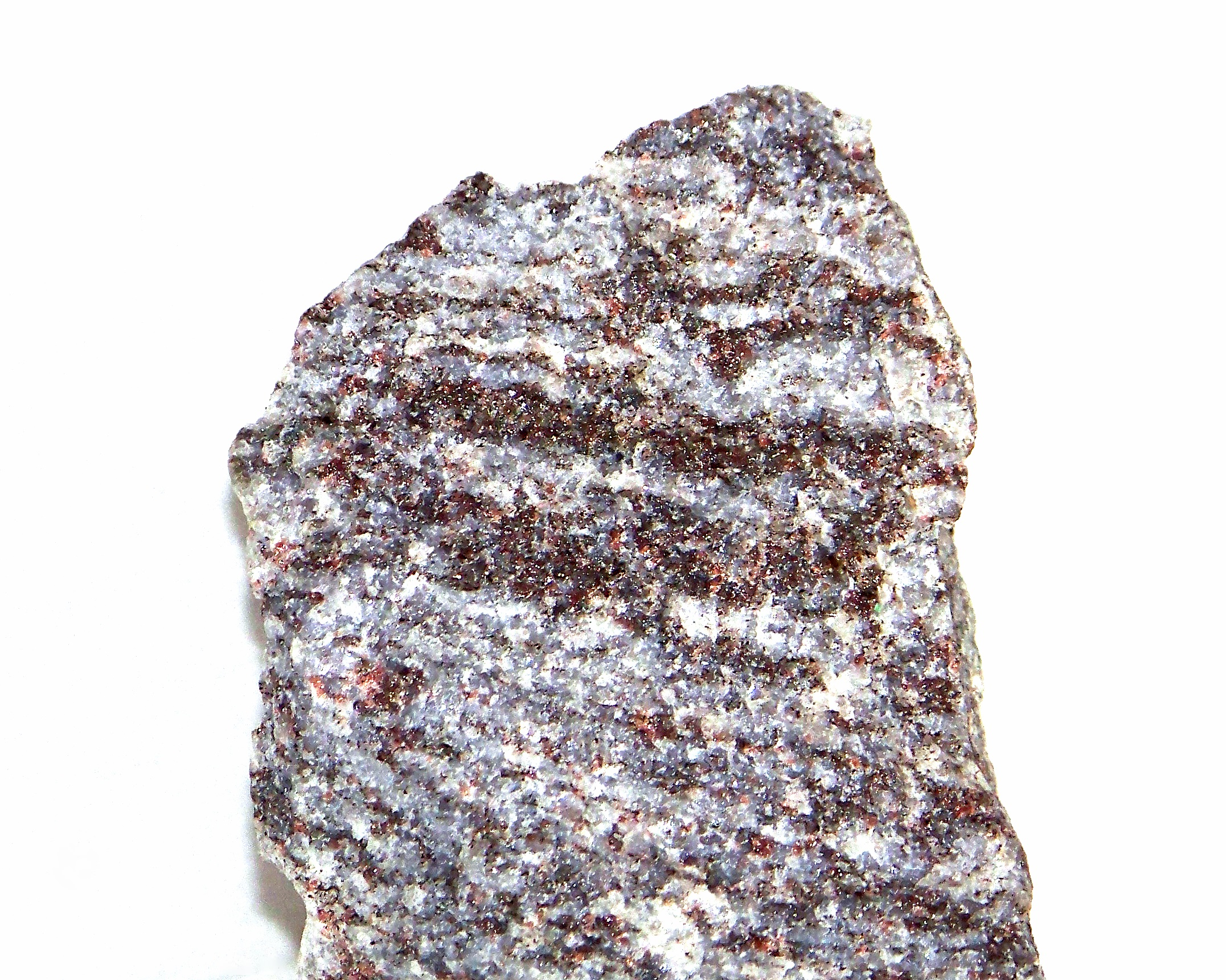
Granulit

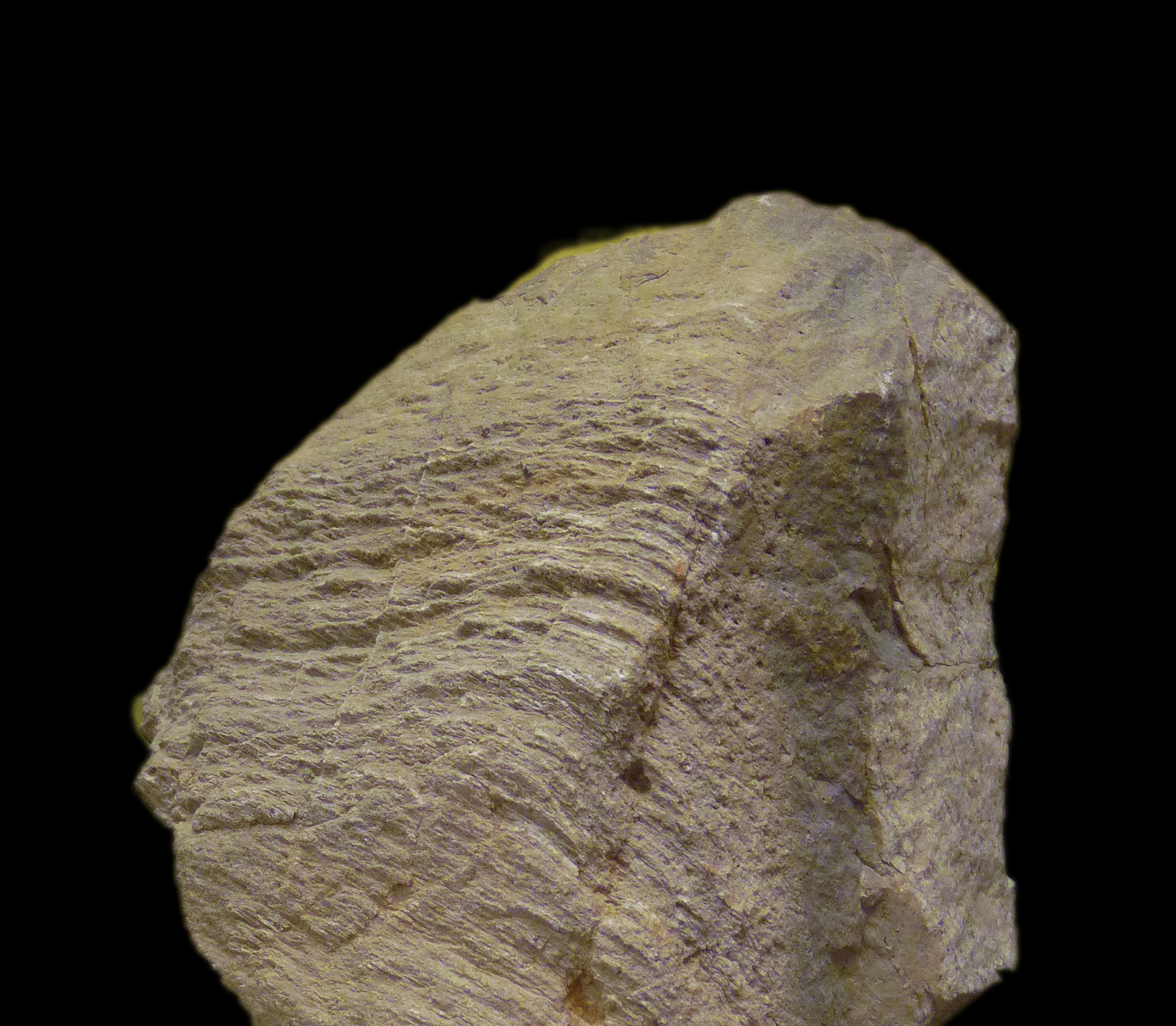
Granulit-Leptynit

Granulit, Leptynit – skała metamorficzna powstała na skutek przeobrażenia arkozy w warunkach metamorfizmu regionalnego. Zbudowana z drobnych ziarenek kwarcu, skaleni alkalicznych, granatów i ubogich w miki amfiboli. Nazwa pochodzi od częstego wykształcenia granoblastycznego (F. Weiss, 1803). W literaturze fachowej granulit określany jest nieraz jako leptynit. 

## Skład mineralny
Skalenie potasowe, plagioklazy, kwarc, pirop, almandyn, enstatyt, diopsyd, kyanit, silimanit, rutyl, ilmenit, korund, spinel, biotyt, hornblenda.

## Cechy zewnętrzne
Barwa biała, szara, różowawa. Przełam nierówny, ziarnisty.  Foliacja słabo zaznaczona, podkreślona smugami wzbogaconymi w granaty, kyanit i biotyt. W odsłonięciach widoczna charakterystyczna podzielność kostkowa.

## Budowa wewnętrzna
Struktura granoblastyczna, granofelsowa (ziarnista), gnejsowa, porfiroblastyczna, tekstura zbita, kierunkowa lub bezładna.

## Powstawanie
W środowisku bezwodnym, w strefach głębokiego metamorfizmu (strefa kata) – facja granulitowa. W wyniku przeobrażeń obojętnych skał magmowych głębinowych (dioryt, gabro), kwaśnych i zasadowych wylewnych skał magmowych oraz osadowych (arkoza, szarogłaz, mułowce, tufy i tufity).

## Występowanie
Granulity należą do skał rzadkich, pojawiają się tylko w niektórych rejonach Ziemi, szczególnie w obrębie starych kontynentalnych platform prekambryjskich, oraz w strefach korzeniowych łańcuchów górskich.
W Polsce: Zagórze Śląskie, Bystrzyca Górna (Góry Sowie), Stary Gierałtów (Masyw Śnieżnika), w krystalicznym podłożu Suwalszczyzny i Mazur (stwierdzone wierceniami).
W świecie: Kanada, Grenlandia, Afryka (RPA, Algieria, Uganda), Madagaskar, Australia, Antarktyda, Brazylia, Indie, Sri Lanka, Rosja (Półwysep Kola, Syberia), USA (kompleks Adirondack), Szkocja, Szwajcaria, Czechy (Masyw Czeski), Włochy (Novara).

## Bibliografia

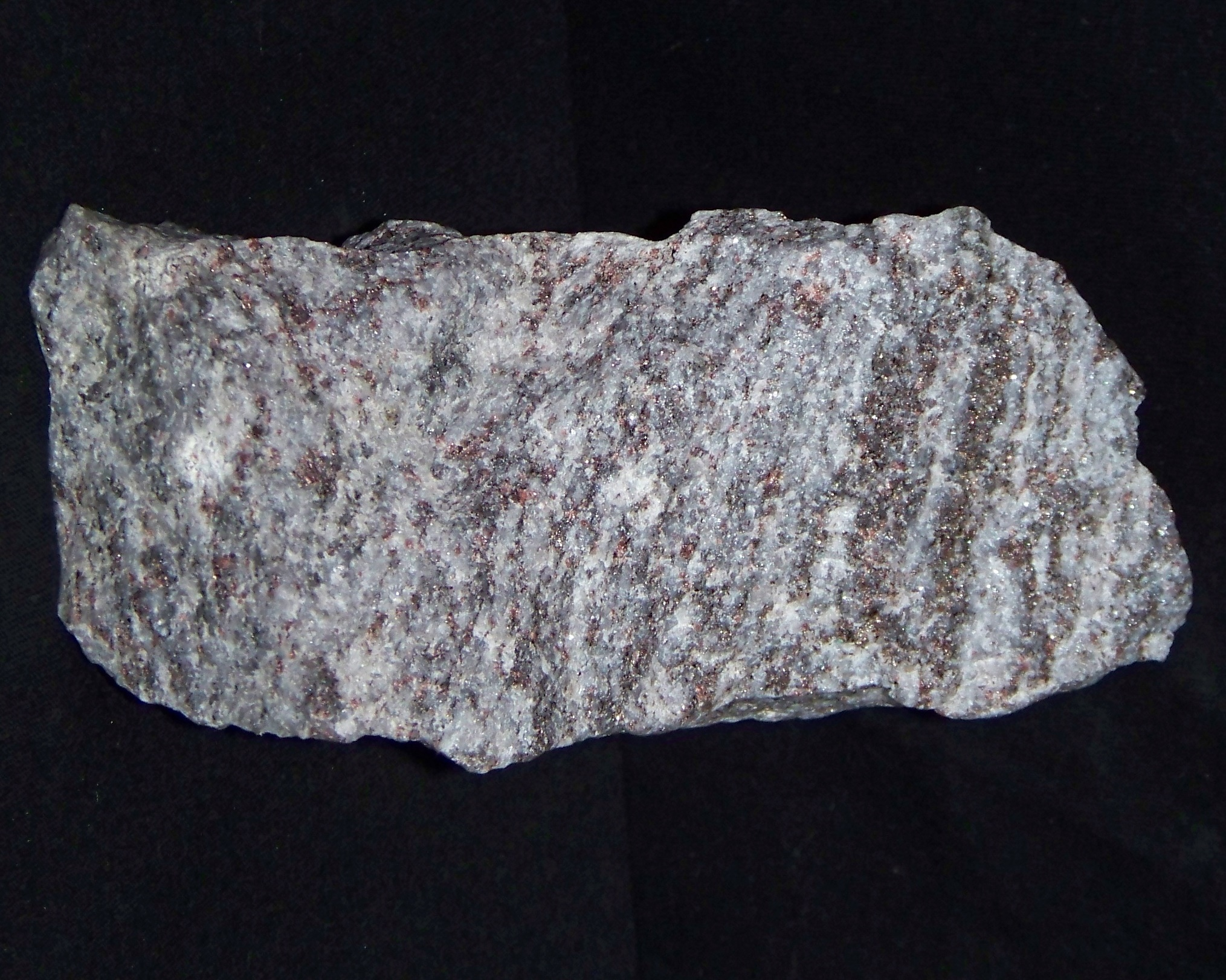
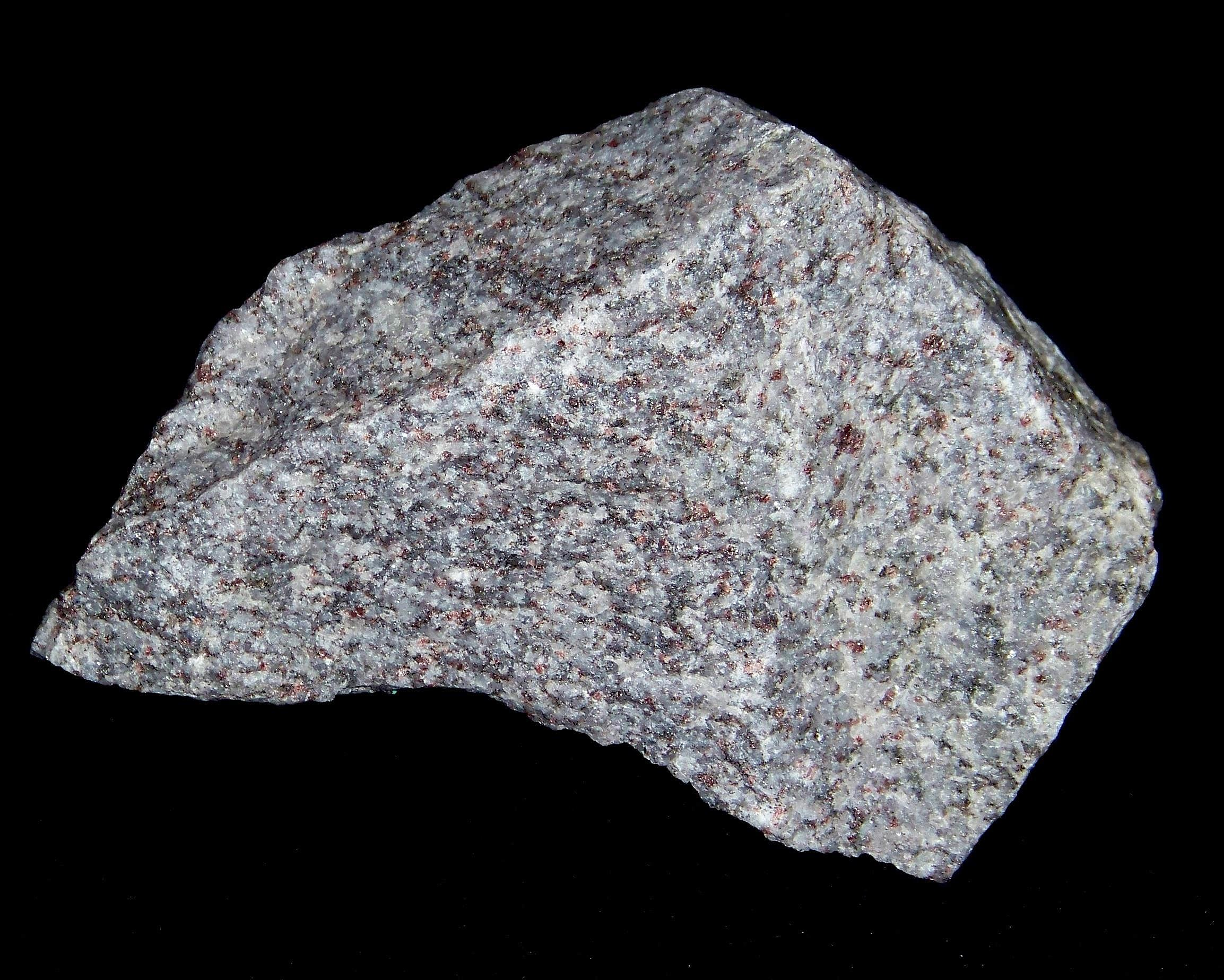

## Zastosowanie
- skała o znaczeniu naukowym
- materiał okładzinowy